# Native American Graves Protection and Repatriation Act
En 1990, une loi fédérale américaine The Native American Graves Protection and Repatriation Act (NAGPRA), en français : loi fédérale sur « la protection et le rapatriement des tombes des natifs américains ». Cette loi exige que les biens culturels amérindiens soient rendus aux peuples natifs quand ces biens ont été déterrés. Cette loi autorise néanmoins les équipes d'archéologues à analyser les découvertes mais très rapidement en raison d'un délai de temps très court. Par biens culturels, la loi indique les restes humains, les objets funéraires et sacrés, et tout objet et artefact du patrimoine amérindien.
Bien que cette loi fédérale fut rendue nécessaire pour mettre un terme aux pillages de sites historiques, les archéologues et chercheurs américains accusent, néanmoins, cette loi NAGPRA de restreindre gravement la recherche archéologique sur les origines des premiers habitants des États-Unis.
Cette loi permettrait ainsi aux populations amérindiennes de freiner l'évolution actuelle de la recherche sur les découvertes de plus en plus nombreuses de squelettes paléoaméricains, en exigeant, comme la Loi NAGPRA le permet, le réenterrement rapide de tous ces ossements qui révolutionnent depuis une vingtaine d'années, l'histoire des premiers peuplements de l'Amérique.

## Recherches archéologiques et scientifiques interrompues à cause du NAGPRA
Liste non exhaustive de sites archéologiques ayant subi les directives draconiennes et restrictives de la loi fédérale NAGPRA : La majorité de ces sites renferment des squelettes ou momies paléoaméricains d'origine non amérindienne. 
- Femme des Rapides du pélican - « Pelican Rapids woman » - (Minnesota)
  - Datée de 7 800 années
  - Excellent état
  - Découvert en 1931 pendant la construction d'une route
  - Quelques études entreprises mais le squelette est perdu pour toujours pour répondre à de futures questions
  - Essais d'ADN effectués
  - Ne montre aucune affinité aux groupes amérindiens modernes dans la base de données de Jantz/Owsley
  - Réenseveli dans le Dakota du Sud le 2 octobre 1999 par des tribus de Sioux
- L'homme de la vallée brune - « Browns Valley male » - (Minnesota)
  - Daté de 8 900 années à 9 700 années
  - Trouvé sur un terrain privé, donné avec soin et confiance à l'Université de Hamline, mais et rapidement découvert à la suite d'une réclamation existante de rapatriement par un archéologue de l'État du Minnesota
  - état modéré de conservation
  - Quelques études entreprises mais le squelette est perdu pour toujours pour répondre à de futures questions
  - Essais d'ADN effectués
  - Ne montre aucune affinité aux groupes amérindiens modernes dans la base de données de Jantz/Owsley
  - Réenseveli dans le Dakota du Sud le 2 octobre 1999 par des tribus de Sioux
- Femme de Buhl - « Buhl Woman » - (Idaho)
  - Datée de 10 800 années à 12 800 années
  - Demoiselle de 17-20 ans et en excellent état
  - Trouvé dans une carrière en 1989
  - Étude limitée sans l'occasion pour la vérification indépendante
  - Le squelette est perdu pour toujours pour répondre à de futures questions
  - Aucun essai d'ADN
  - Réétudié et réanalysée, les données éditées révèlent aucune affinité aux groupes modernes d'Amérindiens dans la base de données de Jantz/Owsley
  - Réenseveli en 1991 par des tribus des Shoshones
- Caverne du sablier - « Hour Glass Cave » - (Colorado)
  - Daté de 7 900 à 9 100 années
  - Homme d'une quarantaine d'années
  - Trouvé en 1988 dans une caverne dans les Rocheuses du Colorado
  - Quelques études entreprises mais le squelette est perdu pour toujours pour répondre à de futures questions
  - Peu de mesures disponibles pour l'analyse
  - Essais d'ADN effectués
  - Réenseveli par la tribu méridionale d'Ute
- Femme de Gordon Creek - « Gordon Creek Woman » - (Colorado)
  - Datée de 9 700 années
  - Femme probable
  - Quelques études entreprises : lien avec son voisin l'« Homme de Kennewick » (même époque)
  - Aucun examen d'ADN - demandes non retenues
  - Conservée à l'Université du Colorado
  - Rapatriement demandé activement devant l'importance des restes non associés aux Amérindiens
- L'homme de la baie des magiciens - « Wizards Beach man » - (Nevada)
  - Daté de 9 200 - 9 500 années (dates multiples)
  - Homme âgé de 30 à 42 ans
  - Individu robuste
  - Quelques études entreprises
  - Montre quelques similitudes aux Amérindiens modernes
  - Essais d'ADN effectués
  - En danger d'être perdu pour répondre à de futures questions
  - Discussions sur le rapatriement en marche avec les tribus de Paiute, juridiction de BIA, des réserves amérindiennes des Paiute du lac pyramid
  - Conservé au musée d'État du Nevada, ville de Carson
- Abri d'enterrement de pointe de Grimes - « Grimes Point Burial Shelter » - (Nevada)
  - Daté 9 740 années
  - Fille âgée de 8 ans - 10 ans
  - Quelques études réalisées
  - Aucun examen d'ADN examinant - demandes non retenues
  - En danger d'être perdu pour répondre à de futures questions
  - Discussions sur le rapatriement en marche avec les tribus nordiques de Paiute, sous la juridiction de BLM.
  - Conservé au musée d'État du Nevada, ville de Carson
- Restes du Nébraska - « Nebraska Remains »
  - Homme et femme trouvés dans des carrières, homme d'une crique de craie/chaux, homme du lac Swanson, monticule de Gilder, ossuaire de Platsmouth
  - Aucune date fournie
  - Quelques études limitées, demandes actuelles de recherche rejetées
  - L'homme des carrières de gravier peut montrer quelques affinités aux groupes modernes
  - La femme de la carrière de gravier, l'homme de la crique de craie/chaux, et celui du lac Swanson ne montrent aucune affinité aux amérindiens modernes dans la base de données de Jantz/Owsley
  - Conservé probablement au musée d'État du Nébraska sous la juridiction du bureau de la récupération ou de la société historique d'État du Nébraska

- Abri de la corne - « Horn Shelter » - (Texas) Non revendiqué pour le moment
  - Daté de 9 600 années
  - Deux individus, un homme adulte et une demoiselle d'environ 14 ans
  - Quelques études entreprises
  - Étude d'ADN en cours
  - Disponible pour l'étude avec l'aide offert par le musée de Strecker, Université de Baylor, Austin (Texas)
  - Ne montre aucune affinité aux populations modernes d'Amérindiens dans la base de données de Jantz/Owsley
  - Collection privée
- Lieux d'enterrements d'Anzick - « Anzick burials » - (Montana)
  - Daté de 10 800 années
  - Enfant d'environ 18 mois
  - Crâne et clavicule partiels
  - Un deuxième individu - fragment de crâne daté d'environ 8 000 années
  - Bien préservé chimiquement et a été daté plusieurs fois
  - Seulement quelques restes humains jamais trouvés en association avec des objets façonnés de Clovis
  - Quelques études entreprises
  - Essai d'ADN prévu
  - La collection privée menacée par une nouvelle loi de l'État du Montana. Seuls les objets façonnés associés sont exempts de demande de rapatriement.
- L'homme prospecteur - Prospect male - (Orégon)
  - Daté de plus de 6 800 années car trouvé sous une couche volcanique de cendre dans la vallée de Mazama
  - Bon état
  - Quelques études entreprises
  - Montre une certaine similitude aux Amérindiens d'Amérique
  - Aucun essai d'ADN
  - Conservé à l'Université de l'Orégon, jusqu'à septembre 1999
  - Rapatrié pour être réenseveli par les tribus confédérées de "Grand Ronde"
- L'écoulement de Whitewater - « Whitewater Draw » - (Arizona) Non encore revendiqué
  - Daté de 8 000 - 10 000 années
  - Deux individus
  - La femme de la Source sulfureuse est réduite en fragments et incomplète
  - Quelques études entreprises
  - Étude d'ADN en cours
  - Un squelette soumis aux autorités du Texas et inventorié pour la loi fédérale NAGPRA
  - Le deuxième individu conservé par le musée de Peabody
- La femme de la source d'Arlington - « Arlington Springs woman » - (Californie) Non encore revendiqué
  - En outre connu en tant que « Channel Island woman »
  - 10 000 - 13 000 (dates multiples)
  - Seulement 3 os (2 femur ; un humérus)
  - Quelques études entreprises
  - Essai d'ADN peu concluant ; les analyses de l'ADN par le laboratoire Davis UC était peu concluant. Possible marqueur haplogroupe B dans l'ADNmt, type australoïde ou Aïnou à vérifier. Origine possible non amérindienne.
  - Conservée au musée d'Histoire Naturelle de Santa Barbara
- Wilson-Leonard - « Wilson-Leonard » - (Texas) Non revendiqué pour le moment
  - Daté de 9 000 ans à 11 000 ans
  - Squelette dans un état compressé
  - Quelques études entreprises
  - examens d'ADN en cours
  - sous la responsabilité du département des routes et transports du Texas, conservé au laboratoire archéologique de recherches du Texas, Université du Texas, Austin